# Batalha de Sebastópolis
A batalha de Sebastópolis foi lutada em Sebastópolis (geralmente identificada como sendo Sebaste, na Cilícia, ou Sulusaray) em 692, entre o Império Bizantino de Justiniano II (r. 685-695; 705-711) e o Califado Omíada de Abedal Maleque ibne Maruane (r. 685–705). A batalha terminou a paz conseguida desde 680. O exército omíada foi liderado por Maomé ibne Maruane, e os bizantinos pelo futuro imperador Leôncio e incluiu um "exército especial" de 30 000 eslavos sob seu líder Nébulo.
Os omíadas, indignados com a quebra do tratado, usaram cópias do texto no lugar da bandeira. Embora a batalha parecia estar favorável aos bizantinos, a deserção de até 20 000 eslavos assegurou a derrota. Certa fonte diz que Justiniano massacrou os eslavos restantes, incluindo mulheres e crianças, no Golfo de Nicomédia, mas estudiosos modernos não consideram o relato confiável.